# Makary (Gniewuszew)
Makary, imię świeckie Michaił Gniewuszew, ros. Михаи́л Васи́льевич Гне́вушев (ur. 1858 w Repiewce, zm. 4 września 1918 pod Smoleńskiem) – rosyjski biskup prawosławny, nowomęczennik, święty Kościoła prawosławnego.

## Życiorys
W 1882 ukończył studia teologiczne w Kijowskiej Akademii Duchownej, uzyskując tytuł kandydata nauk teologicznych. Przyjął święcenia kapłańskie jako duchowny żonaty. Został wówczas skierowany do pracy w jednej ze szkół duchownych w Kijowie. Po roku przeniesiony do pracy w seminarium nauczycielskim w Ostrogu, zaś w 1885 – ponownie do Kijowa, gdzie został wykładowcą w szkole żeńskiej. Po pięciu latach podjął pracę w seminarium duchownym w Kijowie. Słynął jako znakomity kaznodzieja.
Działacz rosyjskiego ruchu monarchistycznego, uczestnik zjazdu założycielskiego Związku Narodu Rosyjskiego.
W 1908, po stracie żony, złożył wieczyste śluby mnisze i przyjął imię Makary. W tym samym roku otrzymał godność archimandryty i został wyznaczony na przełożonego monasteru Wysoko-Pietrowskiego w Moskwie. Już po roku przeniesiono go do klasztoru Nowospasskiego, gdzie również został przełożonym wspólnoty monastycznej. Oprócz działalności w Cerkwi, archimandryta Makary był działaczem politycznym – należał do czołowych ideologów Rosyjskiego Związku Monarchistycznego, brał udział w zjazdach monarchistycznych.
11 lipca 1914 w Niżnym Nowogrodzie miała miejsce jego chirotonia na biskupa bałachińskiego, wikariusza eparchii niżnonowogrodzkiej. W styczniu 1917 został wyznaczony do objęcia eparchii orłowskiej. Już w maju tego samego roku odszedł w stan spoczynku i zamieszkał w monasterze Przemienienia Pańskiego i św. Abrahama w Smoleńsku, skąd przeniósł się do monasteru Przemienienia Pańskiego we Wiaźmie. Tam 22 sierpnia 1918 został aresztowany i uwięziony w Smoleńsku. 4 września tego samego roku został oskarżony o udział w organizacji sił Białych, a następnie rozstrzelany pod Smoleńskiem.

## Kult
20 sierpnia 2000 roku Makary został kanonizowany, jako jeden z Soboru Świętych Nowomęczenników i Wyznawców Rosyjskich.
Wspomnienie liturgiczne w Cerkwi prawosławnej obchodzone jest dwukrotnie;
- 29 stycznia/11 lutego[c], tj. 11 lutego według kalendarza gregoriańskiego,
- 22 sierpnia/4 września, tj. 4 września (Sobór Świętych Nowomęczenników)[2].